# Muzeum Tesla
Muzeum Tesla sídlí v Třešti v okrese Jihlava, a zaměřuje se na sbírkotvornou, dokumentační a tezaurační činnost zaměřenou především na československý koncern slaboproudé techniky TESLA. Klade si za cíl vybudování sbírek veškerého sortimentu všech československých podniků koncernu Tesla, a to od nejtěžších rozměrných zařízení jakými jsou rozhlasové vysílače a studiová technika až po nejmenší kapesní radiopřijímače či magnetofony. Muzeum Tesla působí v historické budově bývalé sýpky Zemědělské družiny Třešť na Nádražní ulici čp. 53. Založeno bylo 11. srpna 2012 Historickým radioklubem československým, tím je i nadále provozováno a rozšiřováno.

## Historie
V roce 1995 byla Historickým radioklubem vyhlášena akce s názvem „Nadace Tesla Československo“, jež měla za cíl vytvořit muzeum československého radioprůmyslu. Impulsem tohoto počinu byl zánik podnikového muzea n. p. Tesla v Přelouči, jehož sbírky byly během divoké privatizace v 90. letech 20. století dílem rozkradeny a dílem zlikvidovány. Nově získávané sbírkové předměty byly uskladněny na různých místech, neposledně v budově vysílacího střediska v Poděbradech. Existoval plán, že právě v této budově vznikne muzeum, nicméně v roce 2002 musely být veškeré prostory vyklizeny. Od původního vlastníka budovy, Českých radiokomunikací, se "na rozloučenou" podařilo získat unikátní sbírku vysloužilé vysílací techniky. V květnu roku 2003, v rámci finanční sbírky mezi svými členy, pořídil radioklub do svého vlastnictví bývalou sýpku v Třešti. Po adaptaci a částečné rekonstrukci respektující historický ráz budovy byla v roce 2012 slavnostně otevřena první expozice „Tesla, dědictví československého elektroprůmyslu“. V roce 2013 přibyly další expozice, první pod názvem Těžká radiotechnika a druhá pod názvem Radioamatéři a domácí kutilové, otevřeny byly pak až 26. července 2015.

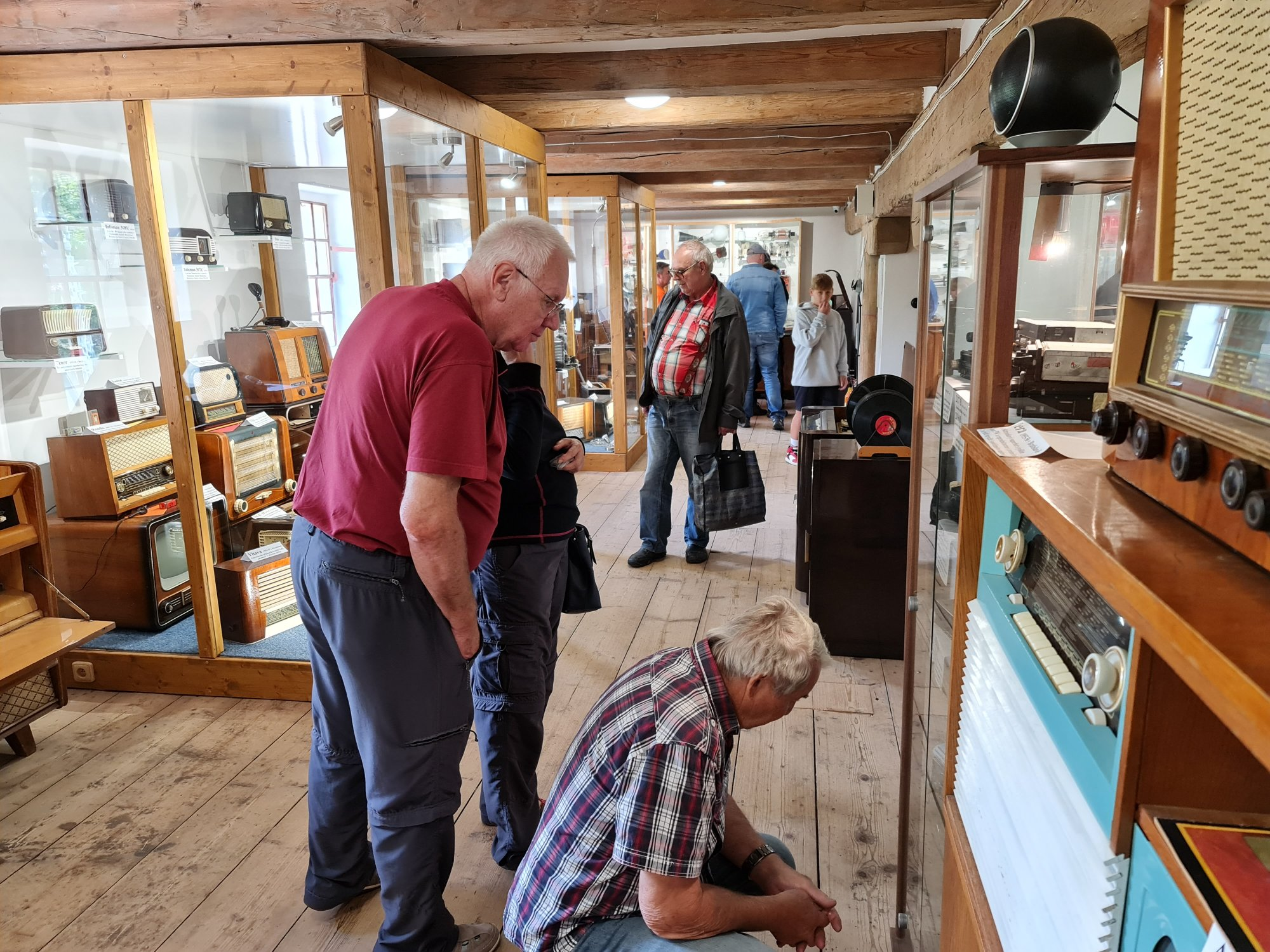
Expozice v prvním patře Muzea Tesla

V roce 2014 HRČS zakoupil další bývalou sýpku, vzdálenou cca 160 m od muzea. Tato budova bude po rekonstrukci sloužit vyhradně jako depozitář sbírkových předmětů. Po přesunu artefaktů z muzea do depozitáře budou v uvolněných prostorách otevřeny nové expozice věnující se vojenské a měřicí technice a také podnikům, z nichž byl v roce 1946 založen podnik Tesla. 

## Expozice
Součástí muzea je několik expozic z historie radiotechniky. První expozicí je „Tesla, dědictví č. s. elektroprůmyslu“, ta byla otevřena 11. srpna 2012. V expozici jsou vystaveny primárně výrobky značky Tesla, vybudována byla ve spolupráci s Regionem Renesance. Druhou expozicí je expozice těžké radiotechniky, ta byla otevřena 26. července 2015 a její součástí jsou primárně vysílače a vysílací technika, telegramy, telegrafy, režijní pracoviště československého rozhlasu, odbavovací pracoviště československé televize a další předměty nutné pro práci s těžkou radiotechnikou.
Vystaveny jsou předměty značky Tesla od roku 1946 až do 90. let 20. století.